# Рузвельт (тауншип, округ Кроу-Уинг, Миннесота)
Рузвельт (англ. Roosevelt) — тауншип в округе Кроу-Уинг, Миннесота, США. На 2000 год его население составило 534 человека.

## География
По данным Бюро переписи населения США площадь тауншипа составляет 94,2 км², из которых 80,6 км² занимает суша, а 13,6 км² — вода (14,41 %).

## Демография
По данным переписи населения 2000 года здесь находились 534 человека, 226 домохозяйств и 159 семей.  Плотность населения —  6,6 чел./км².  На территории тауншипа расположено 637 построек со средней плотностью 7,9 построек на один квадратный километр. Расовый состав населения: 92,51 % белых, 0,19 % афроамериканцев, 5,62 % коренных американцев и 1,69 % приходится на две или более других рас. Испанцы или латиноамериканцы любой расы составляли 0,37 % от популяции тауншипа.
Из 226 домохозяйств в 23,9 % воспитывались дети до 18 лет, в 62,8 % проживали супружеские пары, в 5,3 % проживали незамужние женщины и в 29,6 % домохозяйств проживали несемейные люди. 24,8 % домохозяйств состояли из одного человека, при том 8,0 % из — одиноких пожилых людей старше 65 лет. Средний размер домохозяйства — 2,36, а семьи — 2,76 человека.
21,0 % населения — младше 18 лет, 5,8 % — в возрасте от 18 до 24 лет, 19,9 % — от 25 до 44, 35,4 % — от 45 до 64, и 18,0 % — старше 65 лет. Средний возраст — 47 лет. На каждые 100 женщин приходилось 108,6 мужчин.  На каждые 100 женщин старше 18 приходилось 110,0 мужчин.
Средний годовой доход домохозяйства составлял 32 500 долларов, а средний годовой доход семьи —  38 571 доллар. Средний доход мужчин —  30 417  долларов, в то время как у женщин — 21 442. Доход на душу населения составил 18 417 долларов. За чертой бедности находились 7,6 % семей и 14,7 % всего населения тауншипа, из которых 23,3 % младше 18 и 8,7 % старше 65 лет.